# Earl Bamber

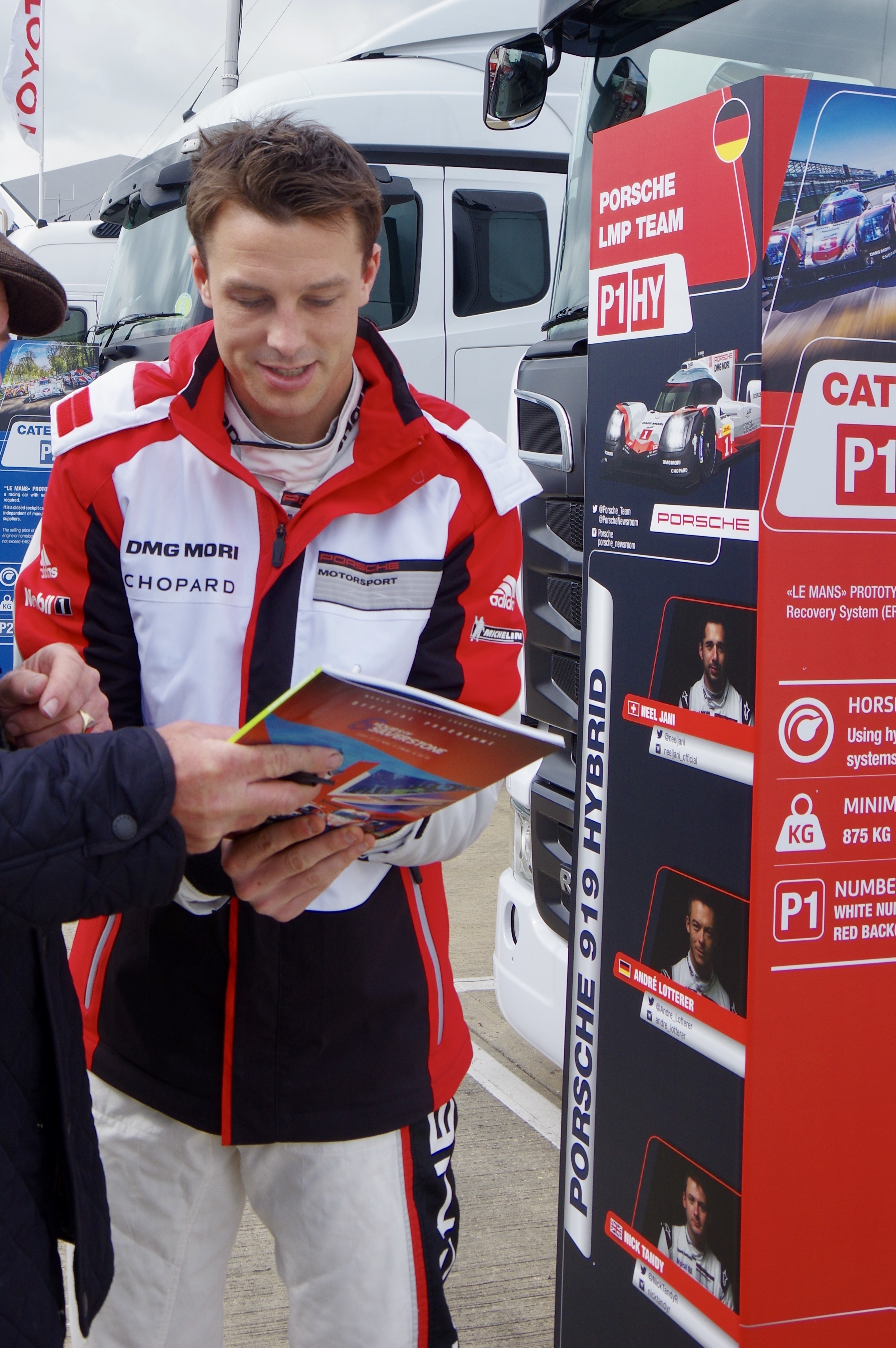
Bamber in 2017

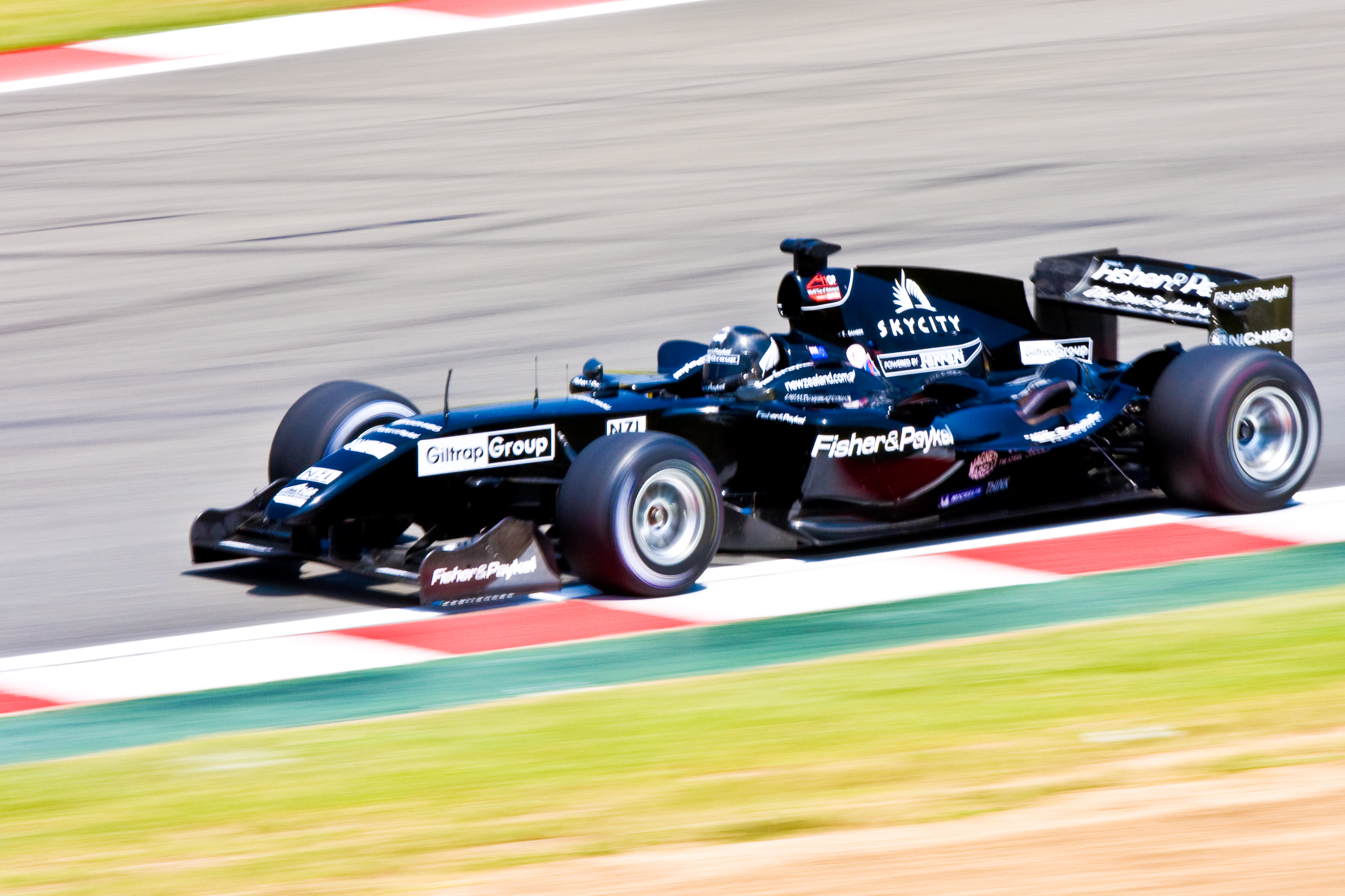
Bamber tijdens de Grand Prix van Zuid-Afrika, 2009

Earl Bamber (Whanganui, 9 juli 1990) is een autocoureur uit Nieuw-Zeeland.

## Loopbaan
Bamber is een autocoureur die in 2008 de op zes na hoogste toekomstster in de wereld was in een lijst, gemaakt door "DriverDB ". In 2009, rijdend in de A1GP, kreeg hij zijn bijnaam door een crash te veroorzaken met een "bull-in-a-China-shop" actie, waarbij hij de ervaren coureur Adrian Zaugg uitschakelde in de wedstrijd in Portugal. Na afloop van de race kreeg hij de bijnaam "Bull Bamber", of afgekort "BB".
In 2006 won Bamber de Formule BMW Azië en won in 2008 de ronde op Imola in de Europese Formula Master.
Bamber reed voor A1 Team Nieuw-Zeeland in de eerste ronde van het A1GP seizoen 2008-2009 op Zandvoort, nadat hij indruk had gemaakt in de rookie tests in het seizoen 2007-2008. Hij was tweede in de sprintrace achter Team Maleisië en derde in de hoofdrace achter Team Frankrijk en Team Maleisië.
In 2009 reed Bamber in de International Formula Master en was een commentator in de Superleague Formula in de ronde op Donington Park in 2009.
Bamber nam in 2011 deel aan het Superleague Formula circus. Hij deed dit in de wagen van Nieuw-Zeeland. Deze auto kwam uit voor het team van Atech Reid. Hij was een teammaat van Robert Doornbos. Op 5 juni vertrok hij vanaf de tweede startplaats in de eerste race van het seizoen op Assen. Hij verloor de finale shootout van Tristan Gommendy.
In 2014 won Bamber in een Porsche van Fach Auto Tech het kampioenschap in de Porsche Supercup.
In 2015 won Bamber de 24 uur van Le Mans voor het fabrieksteam van Porsche, naast Nick Tandy en huidig Formule 1-coureur Nico Hülkenberg.
In 2017 won Bamber wederom de 24 uur van Le Mans voor Porsche, ditmaal naast Timo Bernhard en Brendon Hartley.

## GP2 resultaten

### GP2 Asia resultaten
| Jaar    | Inschrijving      | 1         | 2         | 3          | 4         | 5           | 6          | 7       | 8       | 9       | 10      | 11       | 12       | Rang | Punten |
| ------- | ----------------- | --------- | --------- | ---------- | --------- | ----------- | ---------- | ------- | ------- | ------- | ------- | -------- | -------- | ---- | ------ |
| 2008–09 | Qi-Meritus Mahara | CHN FEA 6 | CHN SPR 2 | UAE FEA NF | UAE SPR C | BHR1 FEA 11 | BHR1 SPR 7 | QAT FEA | QAT SPR | MAL FEA | MAL SPR | BHR2 FEA | BHR2 SPR | 14   | 8      |